# Kurt-Eisner-Denkmal

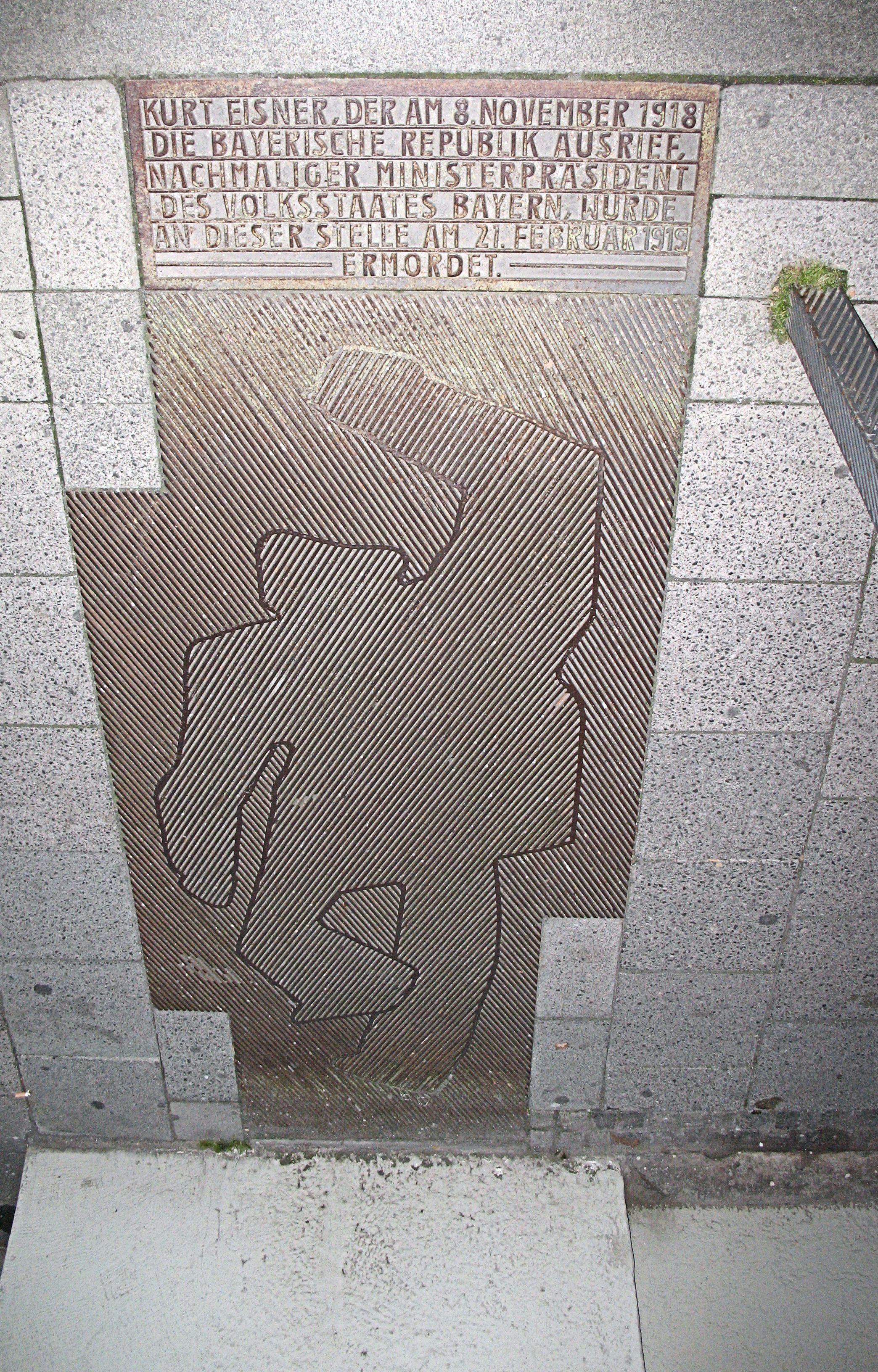
Die Bodenplatte zeigt die Umrisse des ermordeten Kurt Eisner

Das Kurt-Eisner-Denkmal ist eine Bodenplatte in Erinnerung an die Ermordung des ersten bayerischen Ministerpräsidenten Kurt Eisner am 21. Februar 1919 in München.
Sie wurde von Erika Maria Lankes gestaltet und 1989 anlässlich des 70. Todestages in der Kardinal-Faulhaber-Straße gegenüber Haus Nr. 14 vor dem Palais Montgelas eingeweiht. Dort hatte der Leutnant Anton Graf von Arco auf Valley Eisner, der gerade aus dem Außenministerium kam, mit zwei Schüssen aus unmittelbarer Nähe in Rücken und Kopf erschossen. 
Das Denkmal zeigt auf einer Stahlplatte die Umrisse Eisners, wie sie von der Polizei beim Auffinden eines Toten mit Kreide markiert werden. Darüber die Inschrift:
KURT EISNER, DER AM 8. NOVEMBER 1918
DIE BAYERISCHE REPUBLIK AUSRIEF,
NACHMALIGER MINISTERPRÄSIDENT
DES VOLKSSTAATES BAYERN, WURDE
AN DIESER STELLE AM 21. FEBRUAR 1919
ERMORDET.